# Geelmuyden Kiese
Geelmuyden Kiese (GK) er Skandinaviens største partnerejede kommunikationsbureau med kontorer i København, Oslo, Stockholm og Bergen. Bureauet blev etableret i Norge i 1989 af Hans Geelmuyden og Jo Kiese, og i dag er der mere end 150 ansatte.
Geelmuyden Kiese er en del af det internationale netværk, Ketchum, som er aktivt i mere end 40 lande, og er medlem af Transparency International og registreret i EU’s register for åbenhed.